# Hyles koechlini
Hyles koechlini är en fjärilsart som beskrevs av Fuessly. 1781. Hyles koechlini ingår i släktet Hyles och familjen svärmare. Inga underarter finns listade i Catalogue of Life.